# モジリェ
モージェ（Mozirje, ドイツ語: Praßberg）は、スロベニアの市である。